# Бас-Дубов, Александр Самойлович
Синой Шмеркович (Александр Самойлович) Бас-Ду́бов (28 октября 1899, Рославль — 25 сентября 1987, Москва) — советский инженер-конструктор, специалист по винтам для боевых самолётов.

## Биография
Родился в мещанской семье Шмерко Залмановича Бас-Дубова. В 1911—1918 годах учился в Рославльской гимназии.
Член РСДРП с апреля 1917 года. Делегат Первого съезда РКСМ (1918). Председатель Рославльского уездного комитета РКП(б) (1918).
С 1918 года в РККА, участник борьбы с Колчаком, Врангелем и Махно. В 1927 году окончил Ленинградский политехнический институт.
С 1929 года инженер-конструктор завода № 23. В 1932—1938 годах конструктор ленинградского КБ-2 ОВИ РККА (Отдела военных изобретений РККА). В 1932—1934 годах вместе с Г. М. Заславским спроектировал самолетный винт с автоматически регулирующимся шагом (ВАРШ).
С 1938 года работал в Москве, с 8 апреля совместно с Заславским главный конструктор ОКБ-2, образованного при заводе № 28, с июля 1941 года в эвакуации на заводе № 467 НКАП(Павлово). С июля 1942 года главный конструктор завода № 27.
В 1942 году С. Ш. Бас-Дубов и Г. М. Заславский разработали и изготовили на заводе № 467 реверсивный винт ВИШ-105Р-2, который в начале следующего года испытали на истребителе ЛаГГ-3 и в аэродинамической трубе ЦАГИ Т-104. После доводки в 1946 году винт проверили на самолете Як-9В.
В апреле 1987 года был почётным гостем ХХ съезда ВЛКСМ.
Жил в Москве в Доме архитекторов на Ростовской набережной. Умер 25 сентября 1987 года. Похоронен в Москве на Ваганьковском кладбище.

## Награды и премии
- Сталинская премия третьей степени (1946) — за создание и внедрение в серийное производство винтов для штурмовиков и истребительной авиации
- Сталинская премия третьей степени (1947) — за разработку конструкции новых типов винтов для боевых самолётов
- орден «Знак Почёта» (04.11.1940) — «за достижения в создании и освоении новых винтов, радиаторов, приборов и агрегатов для Красного Воздушного Флота»
- медали